# Právo červeného vosku

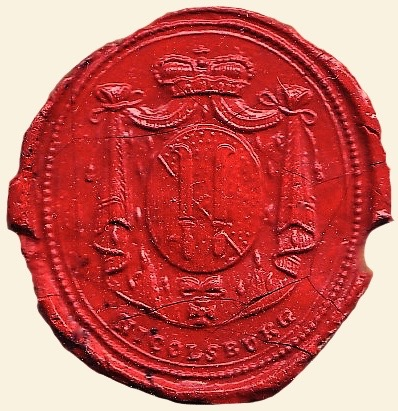
Oficiální pečeť města Mikulov s ditrichštejnským erbem, rok 1810

Právo či privilegium červeného vosku (latinsky ius cerae rubeae) bylo privilegium udělované císařem nebo králem ve Svaté říši římské zhruba od konce 14. století. Privilegium právo provádět pečetění pečetním voskem v červené barvě.

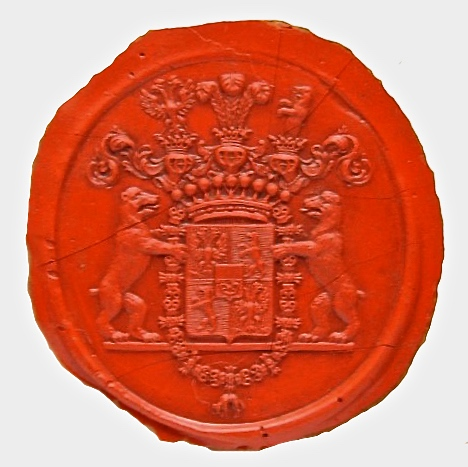
Pečeť rakouského ministra financí a předsedy guberniální vlády v Čechách Jana Rudolfa Chotka z Chotkova kolem roku 1808

## Původní nařízení
Barvy pečetí podle tradičního pravidla:
- Císaři, králové, kardinálové a panovníci (zeměpáni) -–červeným voskem,
- církevní fundace a kláštery – zeleným voskem,
- svobodná říšská města – bílým voskem,
- jeruzalémský patriarcha a velmistři duchovních rytířských řádů – černým voskem.

## Pozdější rozšíření privilegia
Právo červeného vosku, které bylo původně ústavním zemským právem vyhrazeno panovníkům/zeměpánům, postupně ztratilo svou exkluzivitu.
Již v roce 1467 se toto privilegium zjevně již neomezovalo jen na panovníky, ale bylo chápáno jako výsada celé šlechtické třídy. V tomto roce propůjčil císař Bedřich III. výsadu používání červeného vosku svému rakouskému vazalovi, císařskému radovi a místodržiteli v Rakousku nad Enží (Horní Rakousy), Janovi ze Starhembergu (1412–1474), díky níž byli povýšeni do šlechtického stavu v Horním Rakousku taktéž jeho bratr Oldřich starší ze Starhembergu (císařský rada, kapitán ve Freistadtu v Horním Rakousku, † 1477), jeho synovec Kašpar ze Starhembergu a ještě jeho bratranec Rutger ze Starhembergu.
O něco později bylo také zrušeno omezení svobody červeného vosku na příslušníky z rodu svobodných pánů z Tannbergu.
Starhembergové a Tannbergové patřili ke staré zámecké vrchnosti v Horních Rakousích, lze však zaznamenat také rozšíření výsady svobody červeného vosku např. pro Jana Kryštofa Fuggera († 1612), posledního význačného představitele rodu Fuggerů z Rehu, v roce 1594 zároveň s potvrzením rytířského stavu a polepšením erbu.
Nejpozději 18. října 1668 císař Leopold I. ještě toto privilegium rozšířil tím, že je jako český král udělil hejtmanovi Frýdlantského a Libereckého panství v severních Čechách, Gideonu Ehrlichovi z Ehrnfeldtu († 1670), ve stejné době, kdy byl povýšen do prosté šlechtického stavu.
Udělování výsady se neustále rozšiřovalo, takže od 17. století červeným voskem mohli kromě císaře, krále a dalších panovníků pečetit své listiny stejným červeným voskem také nově nobilitovaná drobná šlechta (jako např. Ehrlichové z Ehrnfeldtu).